# 人造脑
人造脑（也称人工大脑）是一种类似人类和动物大脑的计算机硬件或软件，对人造脑研究在科学界拥有三个重要的作用：
1. 神经系统科学家研究人类大脑运作的方式，也可以被称之为神经系统学；
2. 一种人工智能在哲学领域的思想实验，证明至少在理论上来讲发明类人类机器人是完全有可能的；
3. 一项长期研究，去发明可以模仿拥有复杂神经系统的哺乳动物和人类行为的机器，其最终目的是去创造强人工智能。

第一点可以用英国阿斯顿大学的一个项目作为例子，在此项目中，研究员用生物细胞创造“神经球” （由一团神经元构成），去尝试研发针对老年痴呆症、运动神经元损伤和帕金森等疾病的新治疗方法。
第二点是对一些辩论的回复，例如约翰·罗杰斯·希尔勒的中文房间、休伯特·德雷福斯对人工智能批评和罗杰·潘洛斯在《皇帝新脑》中的论点等。这些批评家认为人类的一些意识和专长无法被机器准确的模仿，然而1950年由艾伦·图灵发表的经典论文《图灵测试与人工智能》反对了这一理论，认为大脑中的生物进程是可以在一定程度上被准确模仿的。
第三点被研究员常称为“通用人工智能“；然而，雷蒙德·库茨魏尔更喜欢称其为“强人工智能”。他在《奇点迫近》里将传统计算机工具去进行全脑仿真，并用以指数增长的计算机进化趋势得出“通用人工智能”将在2025年实现。蓝脑计划的主管亨利·马克拉姆也在2009年的牛津TED会议上发表过近似的言论。

## 模拟大脑的方式

估算在不同层次上模拟人脑所需的处理能力（来自雷蒙德·库茨魏尔，Anders Sandberg和尼克·博斯特罗姆），以及按年映射的TOP500中最快的超级计算机。）

虽然在高效率计算引擎上利用人工神经网络去模拟大脑是一种常被提及的方式，但有其他方式也可以让我们去模拟大脑。另外一种安装启用人工大脑的方式是以HNet非线性相干性或非相干性理论为基础，类似核心突触运算法则的量子信息过程，与物理波函数有很大的相关性。EvBrain是一种新型软件，可以逐步形成“类似大脑的”神经网络，如位于视网膜后方的复杂神经网络。
在2008年11月，IBM收到了由五角大楼为智能电脑研究所捐献的美元490万。蓝脑计划在IBM的支持下在瑞士洛桑市展开进行，项目的假设是可以人工的将3000万突触以正确的三维位置将电脑中的神经元联系起来。一些强人工智能的支持者在2009年推断道----2015年左右与蓝脑计划相关联的电脑可能会超越人类智力，并有可能在2050年完成下载人类大脑的成就。
虽然蓝脑计划在蓝图上可以实现复杂的神经关联，然而此计划并没有成功将大脑活动和人类行为挂钩。在2012年时，一个名叫Spaun的项目（全称“Semantic Pointer Architecture Unified Network”）尝试用大型神经细胞连结模型去模拟多部分人类大脑，以进一步实现人类复杂行为。
Spaun的设计创造了更细致的人类大脑解剖模型，由大约250万神经元组成，其中包括视力和运动皮质区域的、关联甘氨酸和多巴胺神经元之间的、腹侧被盖区的（“VTA”）、黑质等其他神经元。这个设计可以让使用者通过打字或者手写的方式传递视觉信息，命令机器人的电子手臂做事，包括打字、画画、识图、数数等动作。
有很多理由去让人们相信，人工大脑的未来是有前景的。然而，当下人类对大脑和认知方面十分欠缺，并且探索需要的计算量是未知的；另外一个限制是模拟大脑需要比人类大脑消耗更大的能量，目前来看，人类大脑运作需要大约20瓦特的能量，然而当下的超级计算机可能用到1百万瓦特的能量，相当于人类大脑的10多万倍。